# MV Hayat N
El MV Hayat N era un ferry Ro-Ro turco que se hundió el 15 de septiembre de 2008 a las 23:30 hora local (21:30 GMT) en el Mar de Mármara frente a Bandırma en la provincia de Balıkesir, Turquía. Propiedad de Istanbul Lines, era operada por Marmara N Denizcilik entre los puertos del Mar de Mármara Bandırma, Ambarlı y Haydarpaşa.
El barco se hundió unos 15 minutos después de zarpar de Bandırma en ruta hacia Ambarlı, provincia de Estambul. Llevaba 68 pasajeros y 28 tripulantes con 73 camiones y dos coches. Una persona murió y cinco están desaparecidas. 89 de los supervivientes nadaron hasta la orilla o fueron rescatados por barcos de pesca. 25 fueron ingresados en hospitales. Se cree que la causa del hundimiento fue que el barco estaba sobrecargado.

## Consecuencias
Las operaciones de rescate, iniciadas inmediatamente para buscar a los desaparecidos, finalizaron el 19 de septiembre sin éxito.
Los buzos encontraron los restos a 450 metros (1480 pies) del rompeolas norte del puerto a una profundidad de 24 metros (79 pies). La mayoría de los 73 camiones estaban esparcidos a 200 metros (660 pies) alrededor del naufragio.
Según se informó el 1 de octubre, el cadáver de uno de los pasajeros desaparecidos aterrizó en tierra a unos 500 metros (1 600 pies) del lugar en donde se hundió el barco. El cuerpo de otra persona desaparecida fue rescatado por los buzos el 5 de octubre.

## Registro de buques
- 11 de junio de 2007  Ciudad de Burgos.

- 29 de noviembre de 1989 MOS Freeway.

- 13 de agosto de 1989 BOS Freeway.

- 8 de marzo de 1989 LUX Freeway.

- 30 de junio de 1988 Burgos.

- 19 de agosto de 1985 Roll Vigo.[9]